# Хлопи
Хлопи (пол. Chłopy, нім. Bauerhufen) — село в Польщі, у гміні Мельно Кошалінського повіту Західнопоморського воєводства. Населення — 244 особи (2011).

## Демографія
Демографічна структура станом на 31 березня 2011 року:
|          | Загалом | Допрацездатний вік | Працездатний вік | Постпрацездатний вік |
| -------- | ------- | ------------------ | ---------------- | -------------------- |
| Чоловіки | 116     | 20                 | 90               | 6                    |
| Жінки    | 128     | 23                 | 84               | 21                   |
| Разом    | 244     | 43                 | 174              | 27                   |